# Wetter (Fluss)
Die Wetter ist ein knapp 69 km langer rechter Zufluss der Nidda in Hessen; sie gibt der Landschaft Wetterau ihren Namen.

## Name
Der Name Wetter geht auf das indogermanische Wort „u̯edhor“/„u̯edr-“ zurück, das Wasser bedeutet. Der Fluss wurde 772 als „Wetteraha“ erstmals schriftlich erwähnt. Weitere Namensformen sind „Weteraha“, „Wettera“, „Wetera“ und „Weter“. Da das „tt“ der Althochdeutschen Lautverschiebung zuzuschreiben ist, kann von einem älteren „Wedara“ mit einem in Bezug auf die Germanische Lautverschiebung ursprünglichen, unverschobenen „d“ ausgegangen werden. Der Flussname ging auf das Dorf Wetterfeld, die Wüstung Wetter, die Landschaft Wetterau und den Wetteraukreis über.

## Geographie

### Verlauf
Die Wetter entspringt auf einer Höhe von etwa 400 m ü. NHN am Rande des Vogelsberges zwischen Laubach und Schotten an der Wüstung Sorgenlos, fließt durch Lich im Landkreis Gießen und mündet auf einer Höhe von ungefähr 120 m ü. NHN bei Niddatal-Assenheim im Wetteraukreis von rechts in die Nidda.
Der 68,8 Kilometer lange Lauf der Wetter endet circa 280 Höhenmeter unterhalb ihrer Quelle, sie hat somit ein mittleres Sohlgefälle von etwa 4,1 ‰.

Die Wetter
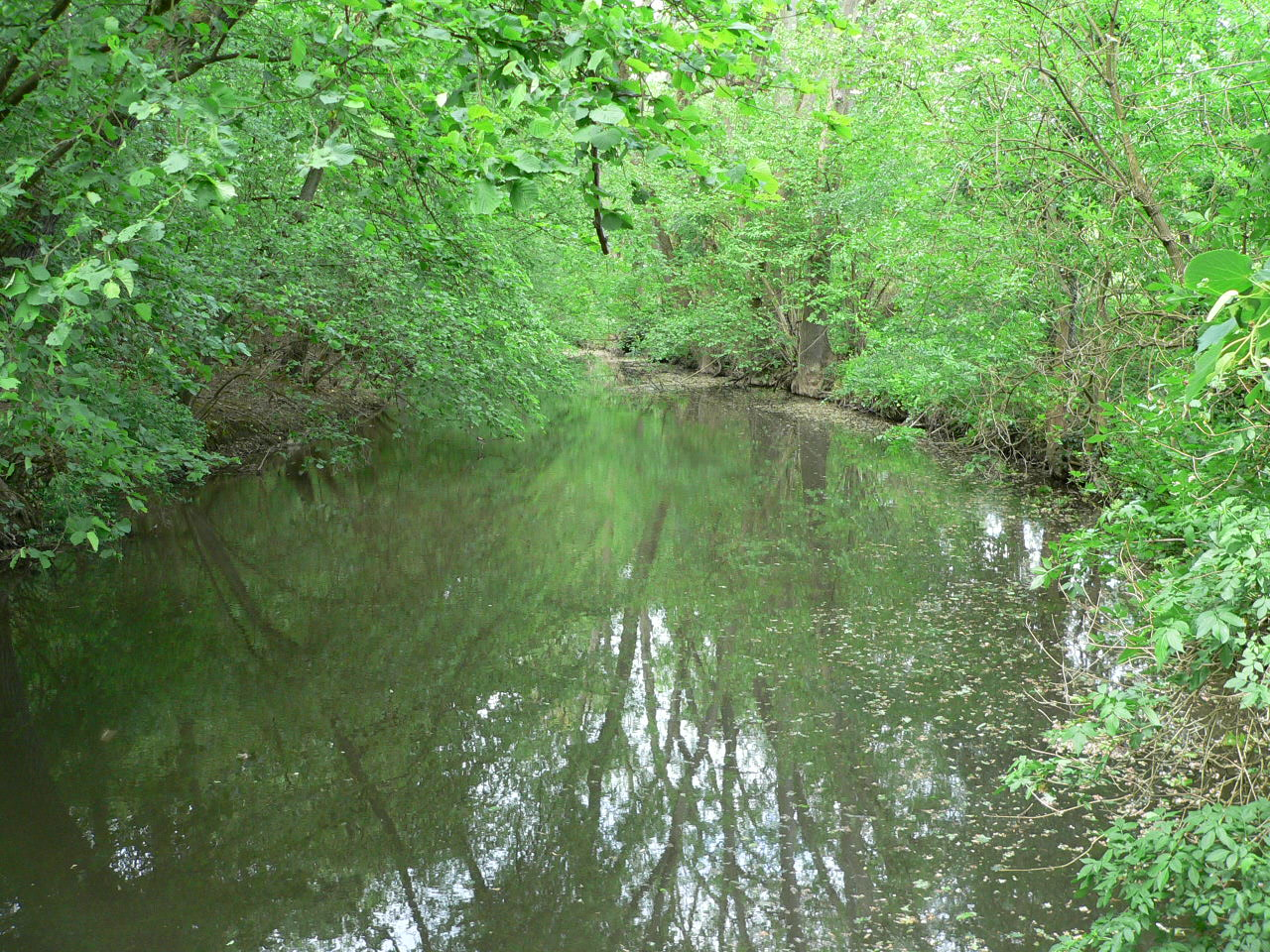
Die Wetter bei Lich
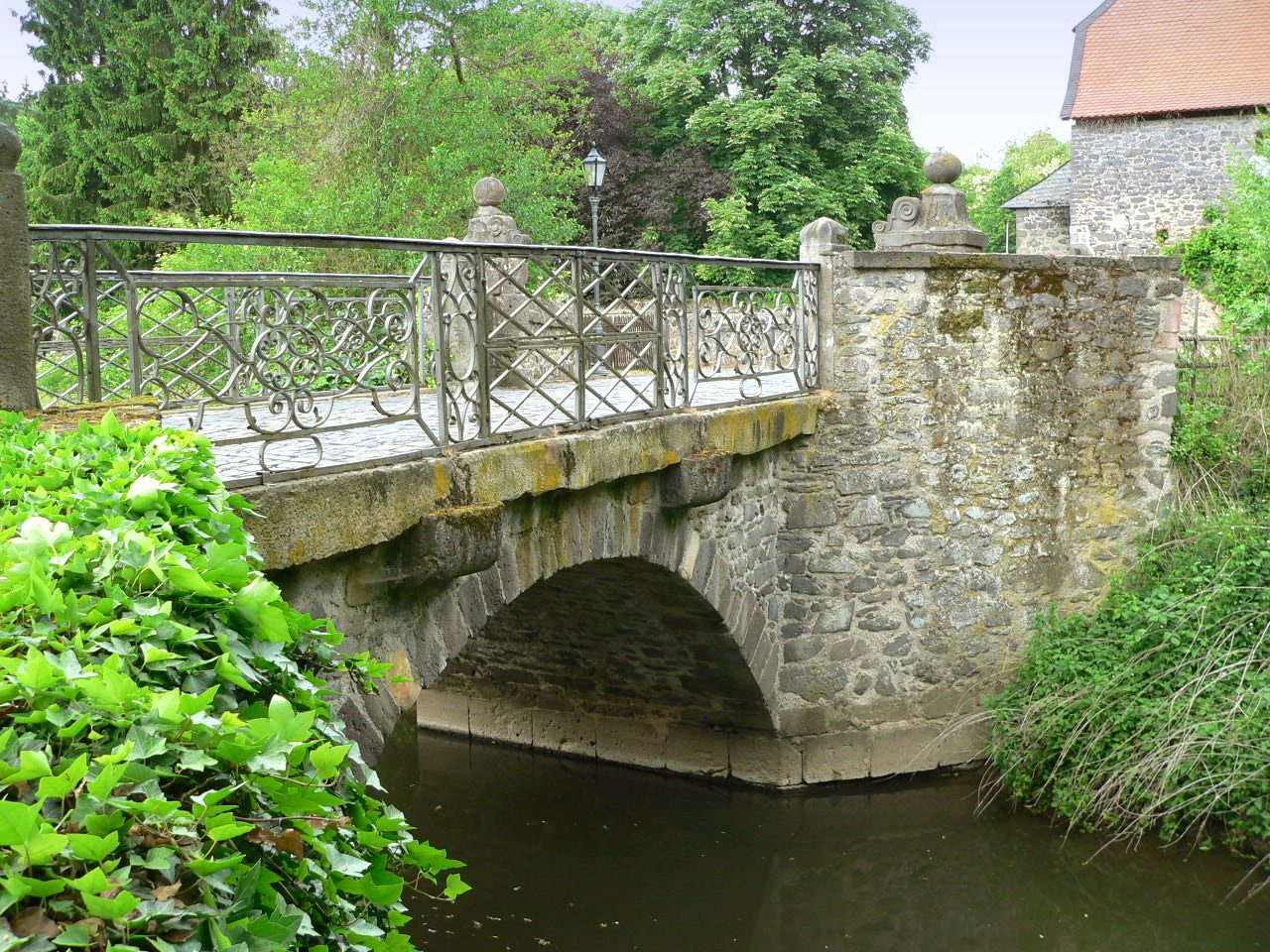
Brücke über die Wetter im Kloster Arnsburg
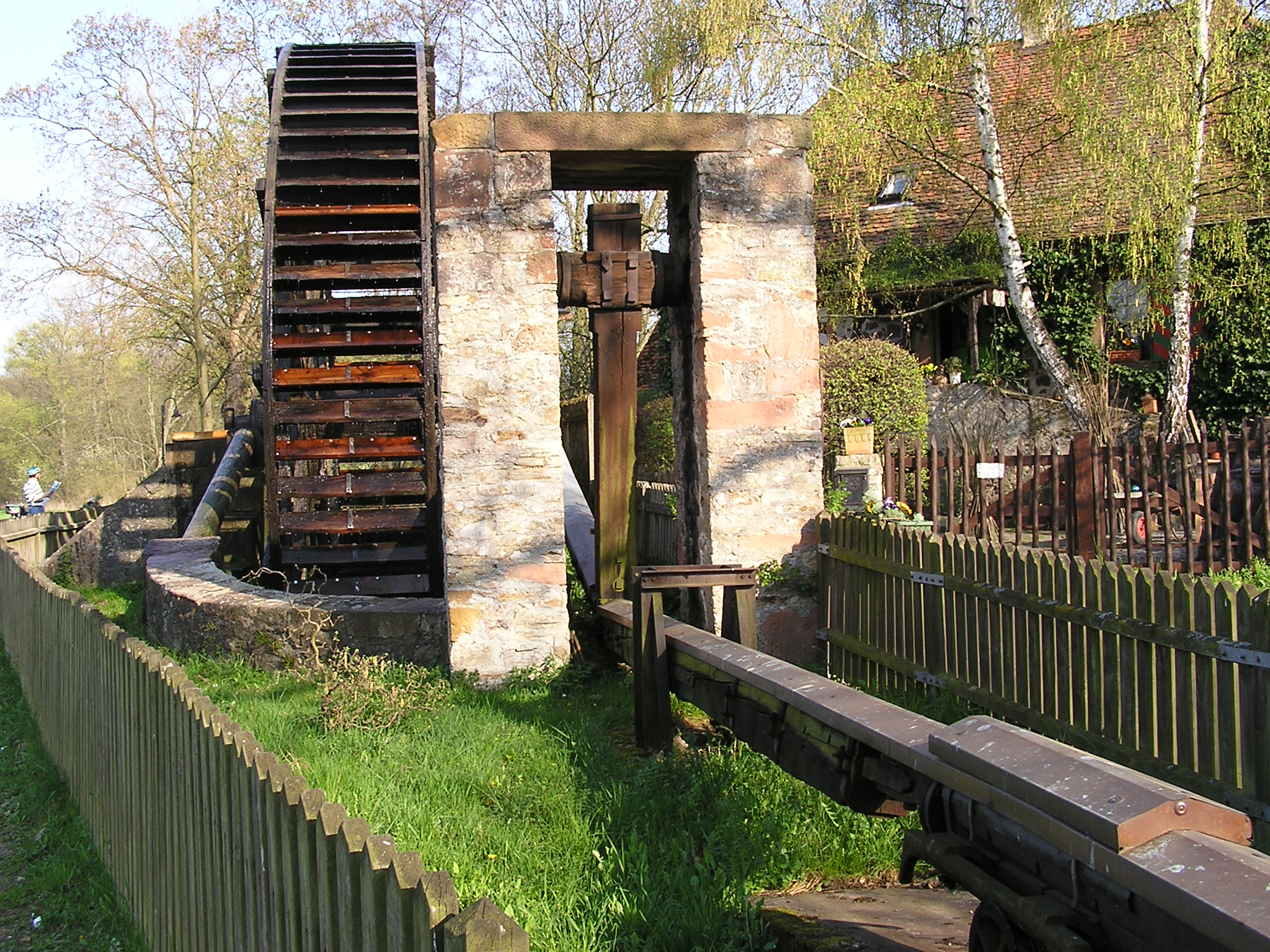
Ein Wasserrad an der Wetter bei Bad Nauheim-Schwalheim
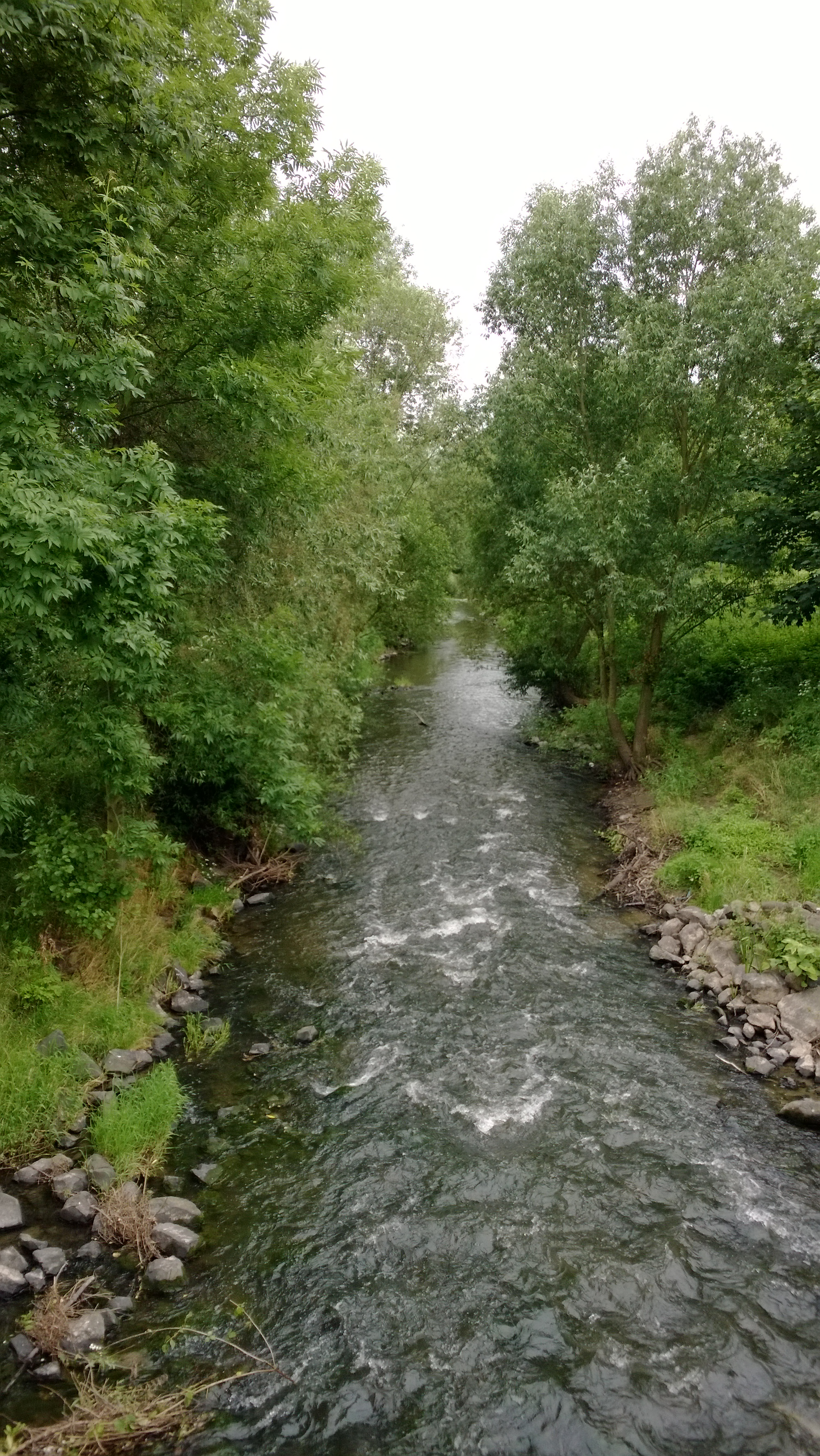
Die Wetter in Niddatal-Assenheim kurz vor ihrer Mündung in die Nidda
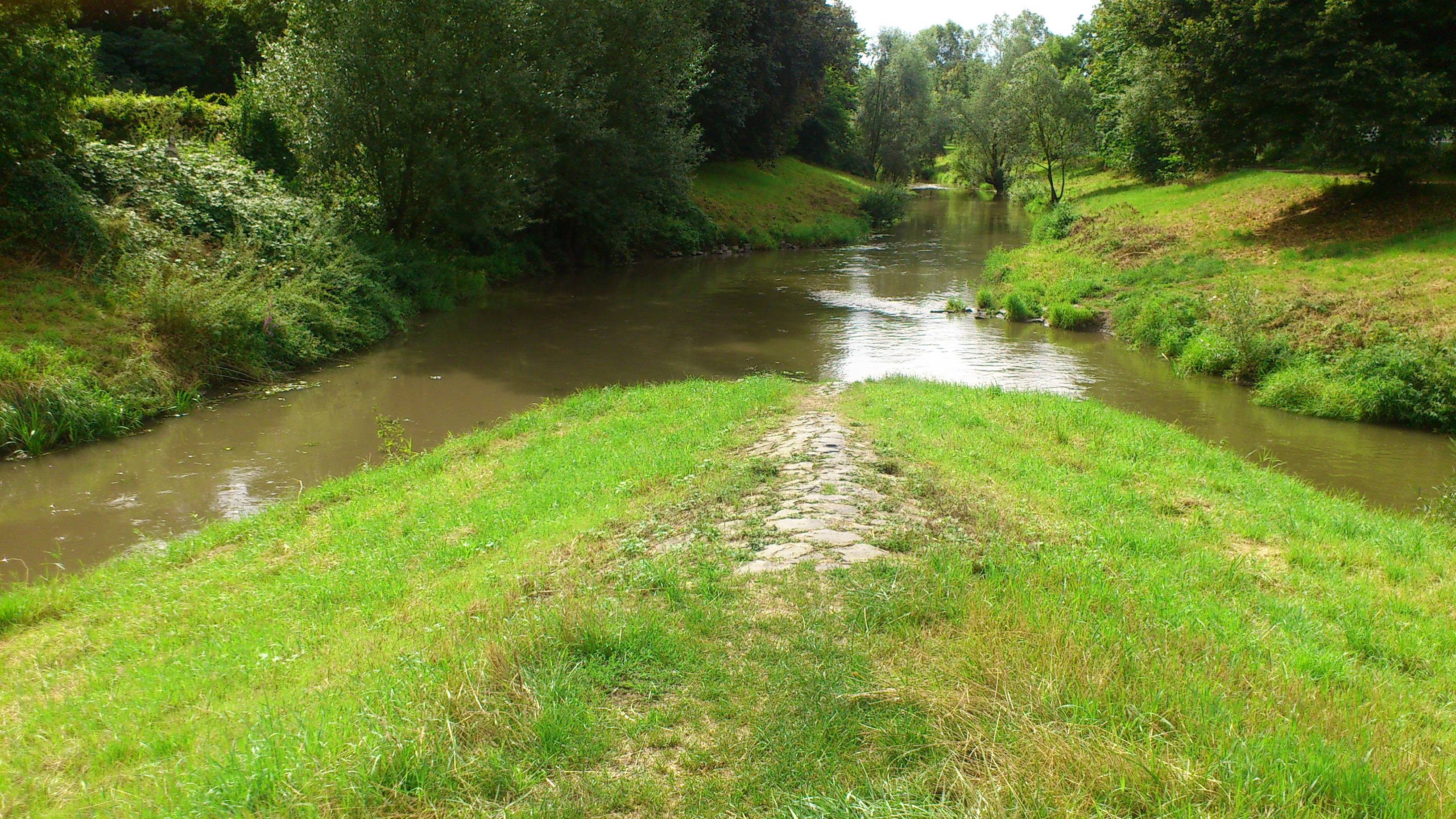
Die Wetter (rechts) mündet in die Nidda

### Einzugsgebiet
Das 516,989 km² große Einzugsgebiet der Wetter wird durch sie über die Nidda, den Main und den Rhein zur Nordsee entwässert.

### Zuflüsse
Direkte und indirekte Zuflüsse
Zu den direkten Zuflüssen der Wetter gehören (flussabwärts betrachtet, Kilometerangaben von Mündung zur Quelle):
| Stat. in km | Name                          | GKZ         | Lage   | Länge in km | EZG in km² | MQ in l/s  | Mündung Koordinaten     | Mündungshöhe in m ü. NHN | Bemerkungen                                               |
| ----------- | ----------------------------- | ----------- | ------ | ----------- | ---------- | ---------- | ----------------------- | ------------------------ | --------------------------------------------------------- |
| 064,00      | Heegbrückerbach               | 2484-116    | links0 | 003,2000    |            |            | Laubach                 | 24900000                 |                                                           |
| 061,20      | Hirtenbach                    | 2484-12     | rechts | 002,7000    | 0006,810   |            | Laubach                 | 21200000                 |                                                           |
| 059,10      | Laubach                       | 2484-132    | rechts | 004,0000    |            |            | Laubach                 | 19600000                 |                                                           |
| 056,80      | Lauter                        | 2484-14     | rechts | 007,0000    | 0013,580   |            | Laubach-Wetterfeld      | 19100000                 |                                                           |
| 054,00      | Äschersbach                   | 2484-2      | rechts | 013,6000    | 0042,820   |            | Laubach-Münster         | 18200000                 |                                                           |
|             | Wellersgraben                 | 2484-33182  | rechts | 002,4000    |            |            |                         |                          | Mündet in den Alten Bach, einen Nebenarm der Wetter       |
| 051,40      | Riedgraben                    | 2484-3314   | links0 | 004,4000    |            |            | Lich-Nieder-Bessingen   | 17200000                 |                                                           |
| 049,80      | Alter Bach                    | 2484-3318   | rechts | 002,3000    |            |            | Lich-Nieder-Bessingen   | 17100000                 |                                                           |
| 046,00      | Albach                        | 2484-36     | rechts | 006,8000    | 0016,770   | 0061,5000  | Lich                    | 16900000                 |                                                           |
| 045,50      | Weidgraben                    | 2484-38     | links0 | 005,6000    | 0008,100   |            | Lich                    | 16700000                 |                                                           |
| 043,30      | Mengelhauser Graben           | 2484-39162  | rechts | 002,3000    |            |            | Lich                    | 16600000                 |                                                           |
| 041,80      | Petersgraben                  | 2484-3918   | rechts | 004,9000    |            |            | Lich-Kloster Arnsburg   | 16100000                 |                                                           |
| 039,40      | Welsbach (+ Rostgraben)       | 2484-4      | rechts | 005,4000    | 0013,480   | 0039,9000  | Lich-Muschenheim        | 15700000                 | Der Rostgraben wird oft nur als Nebennamen des W. gesehen |
| 038,80      | Muschenheimer Graben          | 2484-5112   | links0 | 001,0000    |            |            | Lich-Muschenheim        | 15300000                 |                                                           |
| 037,60      | Augraben                      | 2484-5116   | links0 | 002,9000    |            |            | Lich-Muschenheim        | 15300000                 |                                                           |
| 036,50      | Waldwiesengraben              | 2484-5132   | links0 | 000,6000    |            |            | Münzenberg-Trais        | 15200000                 |                                                           |
| 033,90      | Wehdgraben                    | 2484-519182 | links0 | 001,0000    |            |            | Münzenberg              | 15100000                 | Mündet in den Hechtgraben (Nebenarm der Wetter)           |
| 033,30      | Stehgraben                    | 2484-519184 | links0 | 001,1000    |            |            | Münzenberg              | 15000000                 | Mündet in den Hechtgraben (Nebenarm der Wetter)           |
| 032,90      | Brunnenwiesengraben           | 2484-519188 | links0 | 000,6000    |            |            | Münzenberg              | 15000000                 | Mündet in den Hechtgraben (Nebenarm der Wetter)           |
| 030,20      | Gambach                       | 2484-52     | rechts | 005,5000    | 0012,760   | 0057,8000  | Münzenberg-Gambach      | 15000000                 |                                                           |
| 029,40      | Bockenheimer Bach             | 2484-5314   | rechts | 004,5000    |            |            | Münzenberg-Gambach      | 15000000                 |                                                           |
| 026,90      | Kleinbach                     | 2484-53914  | rechts | 005,9000    |            |            | Butzbach-Griedel        | 14900000                 |                                                           |
| 025,00      | Schorbach                     | 2484-54     | rechts | 002,3000    | 0005,010   |            | Butzbach-Griedel        | 14500000                 |                                                           |
| 023,50      | Hammelshäuser Graben          | 2484-5992   | links0 | 004,5000    |            |            | Rockenberg              | 14100000                 |                                                           |
| 022,00      | Riedgraben (Lattwiesengraben) | 2484-6      | rechts | 008,8000    | 0027,990   | 0132,5000  | Rockenberg-Oppershofen  | 14000000                 |                                                           |
| 017,80      | Riedgraben                    | 2484-732    | links0 | 000,9000    |            |            | Bad Nauheim-Steinfurth  | 13900000                 |                                                           |
| 016,20      | Kröthentalgraben              | 2484-752    | links0 | 002,1000    |            |            | Bad Nauheim-Wisselsheim | 13600000                 |                                                           |
| 008,00      | Hechtgraben                   | 2484-794    | links0 | 001,5000    |            |            | Friedberg-Dorheim       | 12600000                 |                                                           |
| 003,90      | Usa                           | 2484-8      | rechts | 034,0000    | 0184,350   | 1.196,8000 | Friedberg-Fauerbach     | 12400000                 |                                                           |
| 003,80      | Straßbach                     | 2484-92     | rechts | 006,9000    | 0013,310   | 0081,8000  | Friedberg-Fauerbach     | 12300000                 |                                                           |
| 000,00      | Wetter                        | 2484        |        | 068,8000    | 0516,990   | 2.993,9000 | bei Niddatal-Assenheim  | 12000000                 | Mündet in die Nidda                                       |

Anmerkungen zur Tabelle
1. ↑  Gewässerkennzahl, in Deutschland die amtliche Fließgewässerkennziffer mit zur besseren Lesbarkeit eingefügtem Trenner hinter dem Präfix, das einheitlich für den allen gemeinsamen Vorfluter Wetter steht.
2. ↑  Die Daten der Wetter zum Vergleich

### Flusssystem Nidda
- Fließgewässer im Flusssystem Nidda

## Daten und Charakter
Die Wetter, deren Einzugsgebiet ca. 517 km² umfasst, ist Namensgeber sowohl für die Landschaft Wetterau als auch für den Landkreis Wetteraukreis. Zu ihren Zuflüssen gehört die Usa.
Wie die meisten Flüsse in der Wetterau wurde sie in früher Zeit begradigt und tiefergelegt, um die Gefahr durch Hochwasser zu bekämpfen, was sich heute als gegenteilig wirkend erwiesen hat.
Bedingt durch viele Kläranlagen weist die Wetter auch im Sommer einen – im Vergleich zu anderen Gewässern gleicher Größe – relativ konstanten Wasserstand auf. Die Gewässergüte pendelt daher auch nur zwischen den Stufen II und III.

## Unterhalt
Für die Unterhaltung der Wetter zwischen der Gemarkungsgrenze Münster/Ober-Bessingen und der Mündung des Flusses in die Nidda ist der Wasserverband Nidda mit Sitz in Friedberg (Hessen) zuständig. Der Verband betreibt auch das große Hochwasserrückhaltebecken oberhalb der Stadt Lich.

## Fischbestände
- Bachforelle
- Hecht
- verschiedene Weißfische

## Mühlen

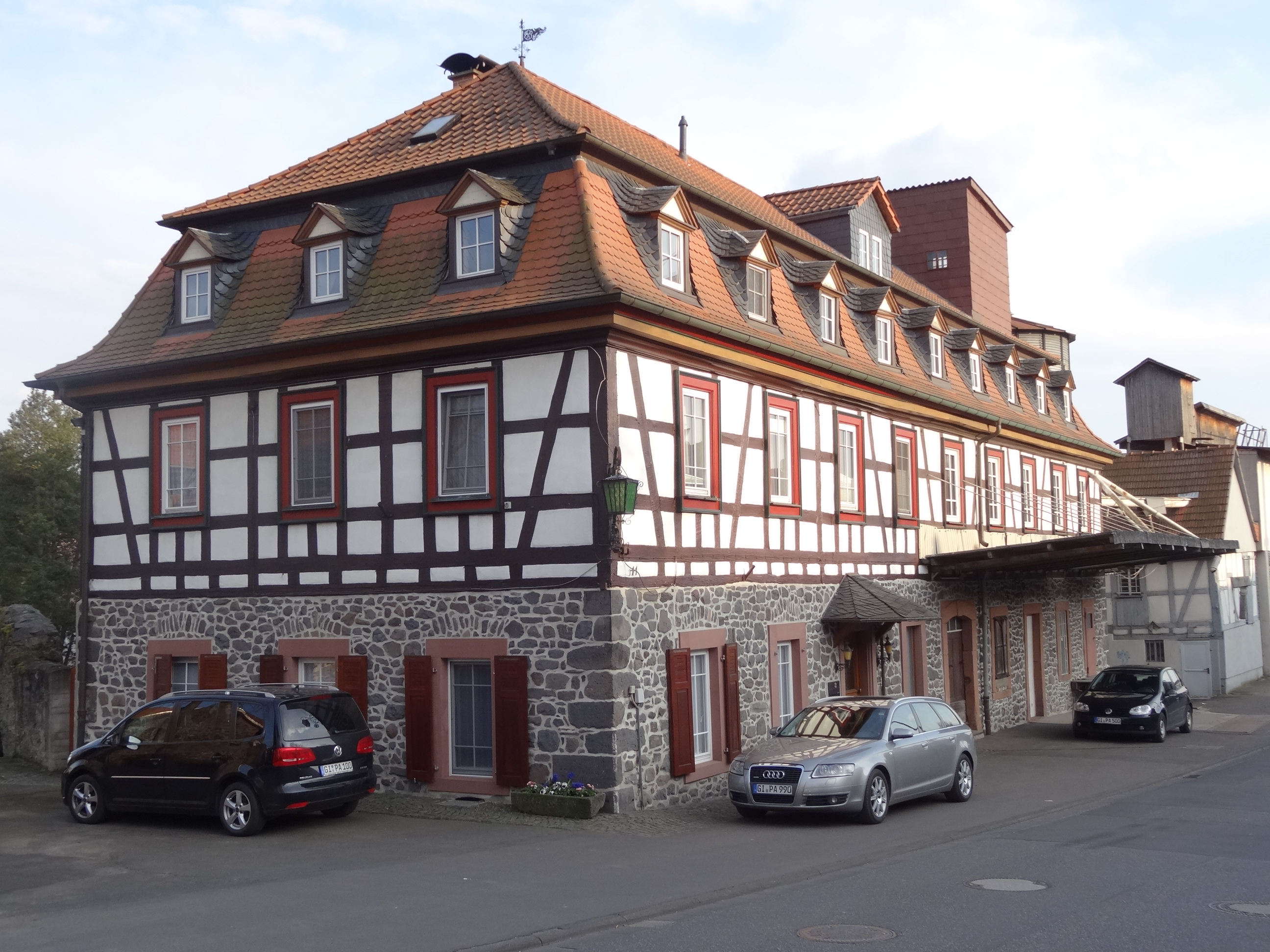
Obermühle
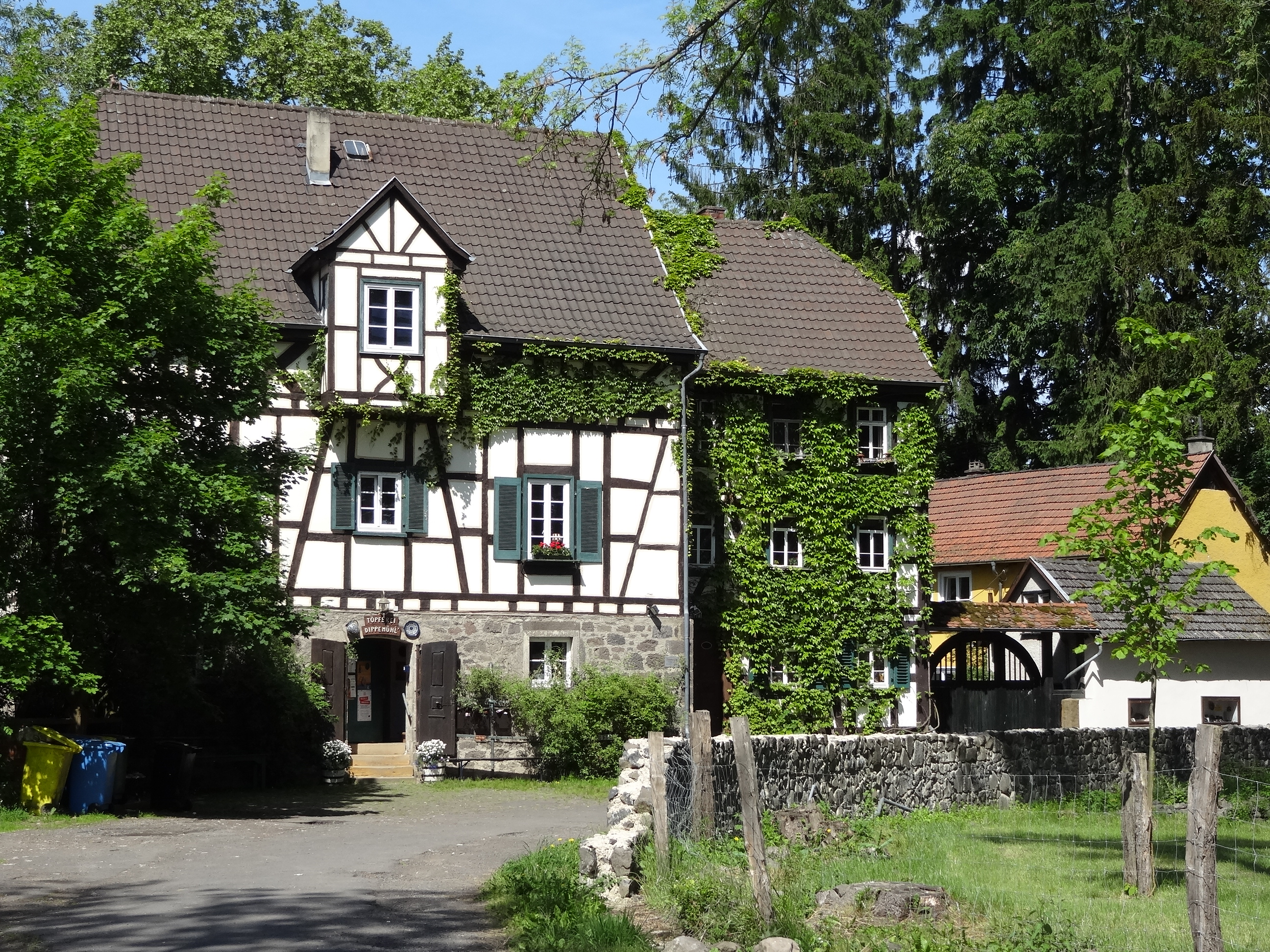
Untermühle

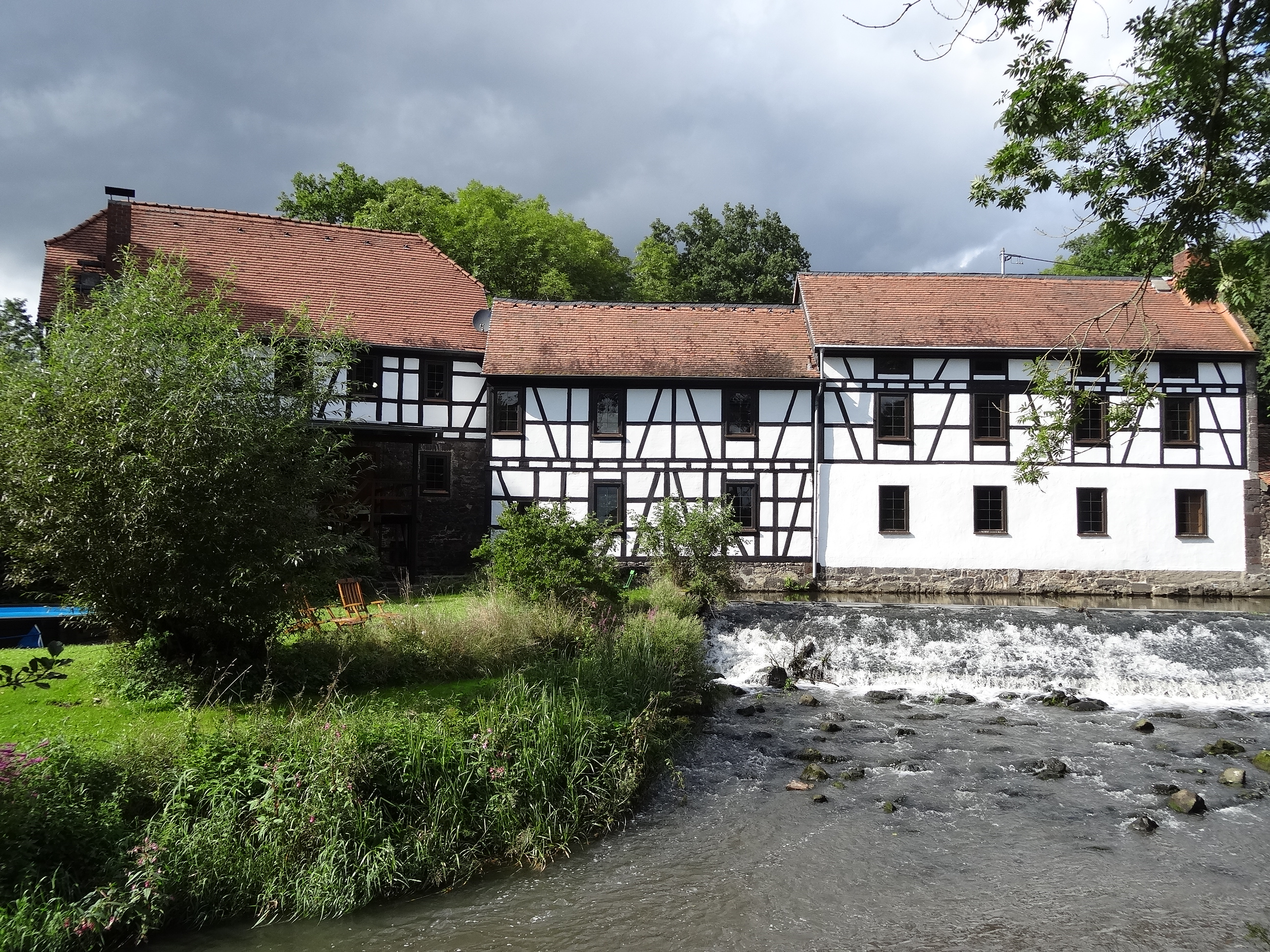
Bergermühle

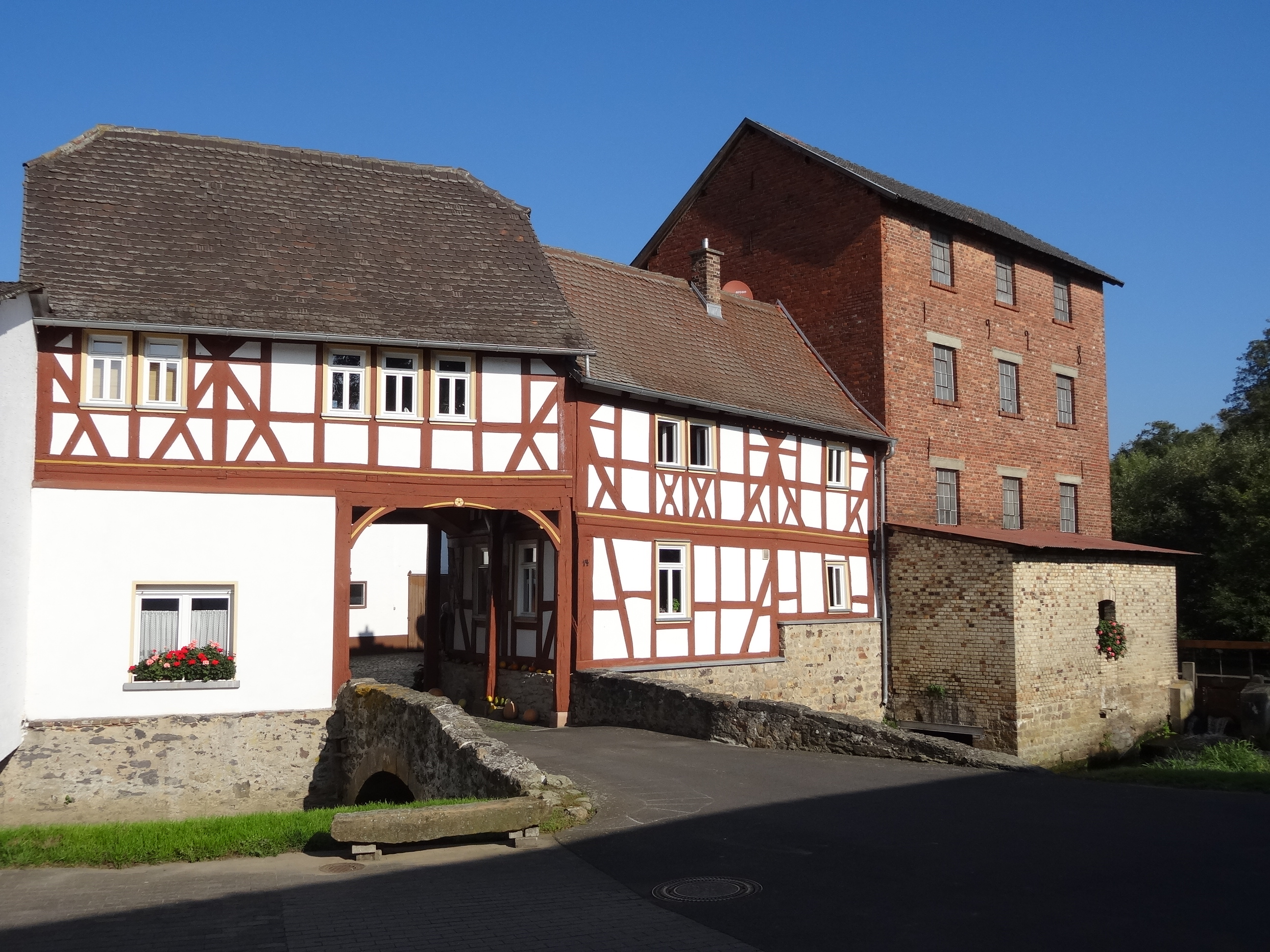
Traiser Mühle
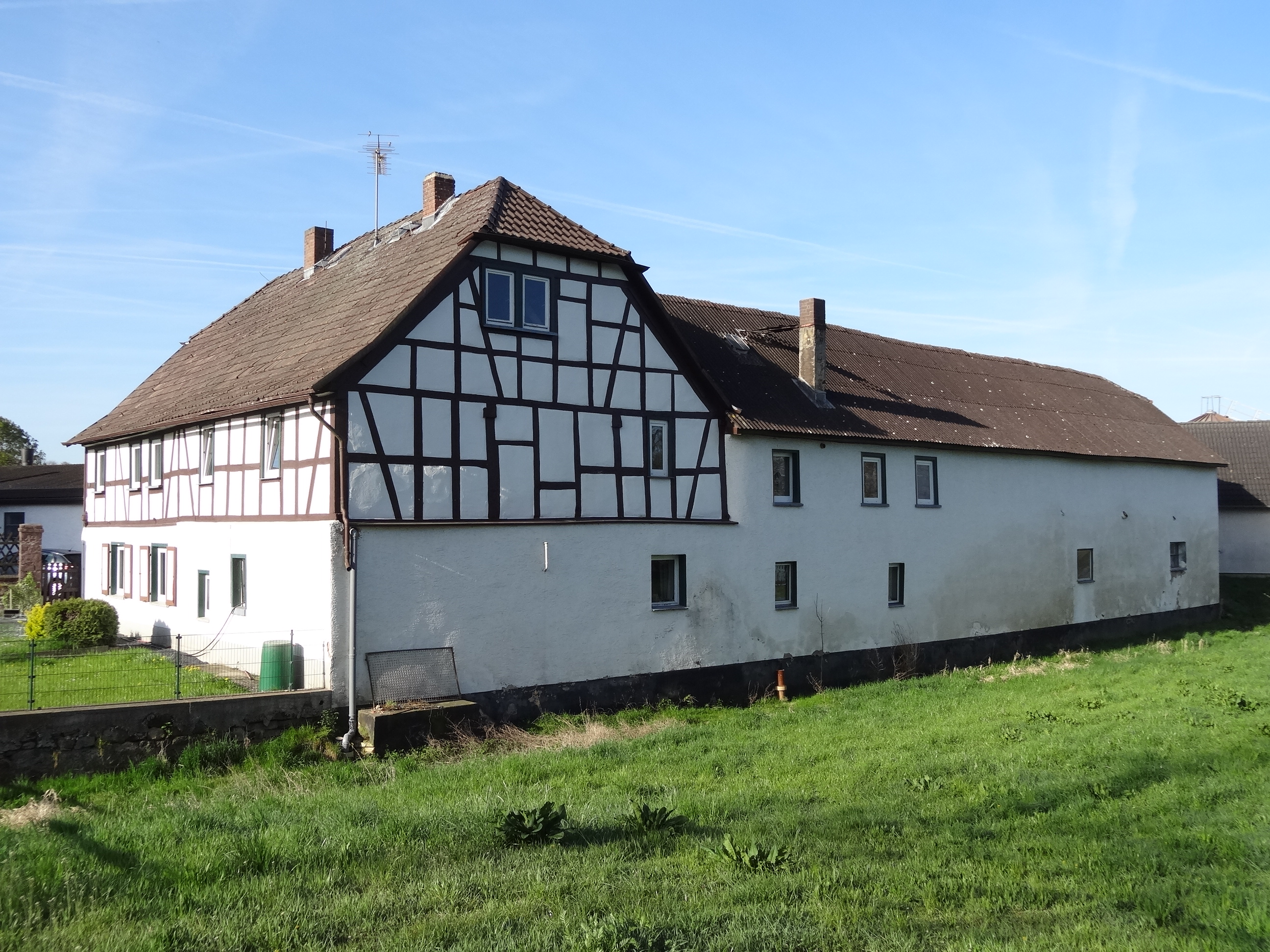
Junkersmühle

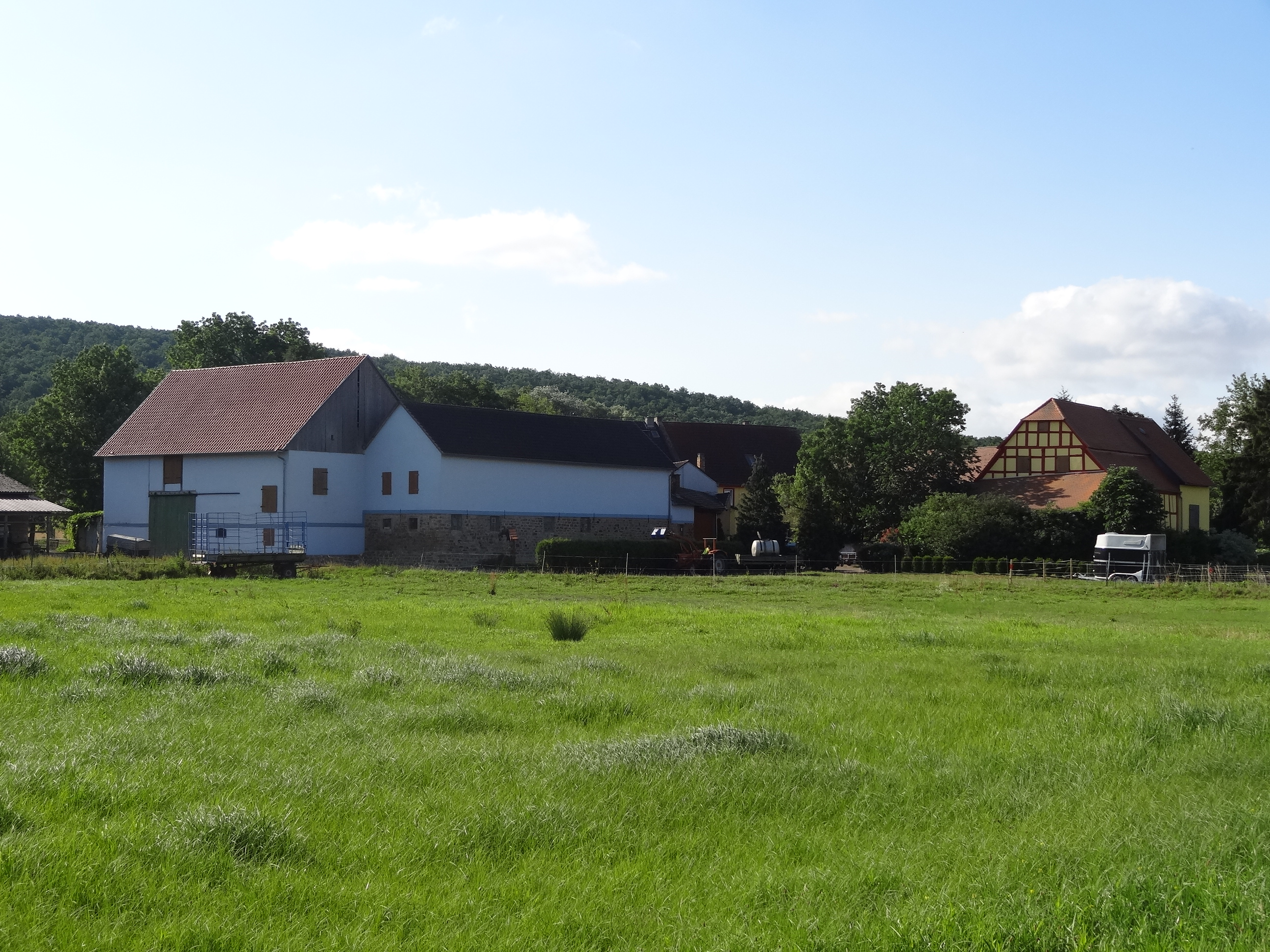
Nonnenmühlen

- Laubach
  - Wetterfeld
    - Strauches Mühle[11] auch Streuches Mühle[12]

(Südlich von Wetterfeld)
- Hessenbrücker Hammer

(1708/09: Errichtung eines Hammerwerks für den Hochofenbetrieb)
- Münster
  - Hessenbrücker Mühle

(Mühlengehöft am rechts Ufer der Wetter. Errichtung im späten 17. Jahrhundert)
- Steines Mühle

(Mühlengehöft rechts der Wetter an der Einmündung des Äscherbaches)
- Lich

- Ober-Bessingen

- Papiermühle

- Nieder-Bessingen

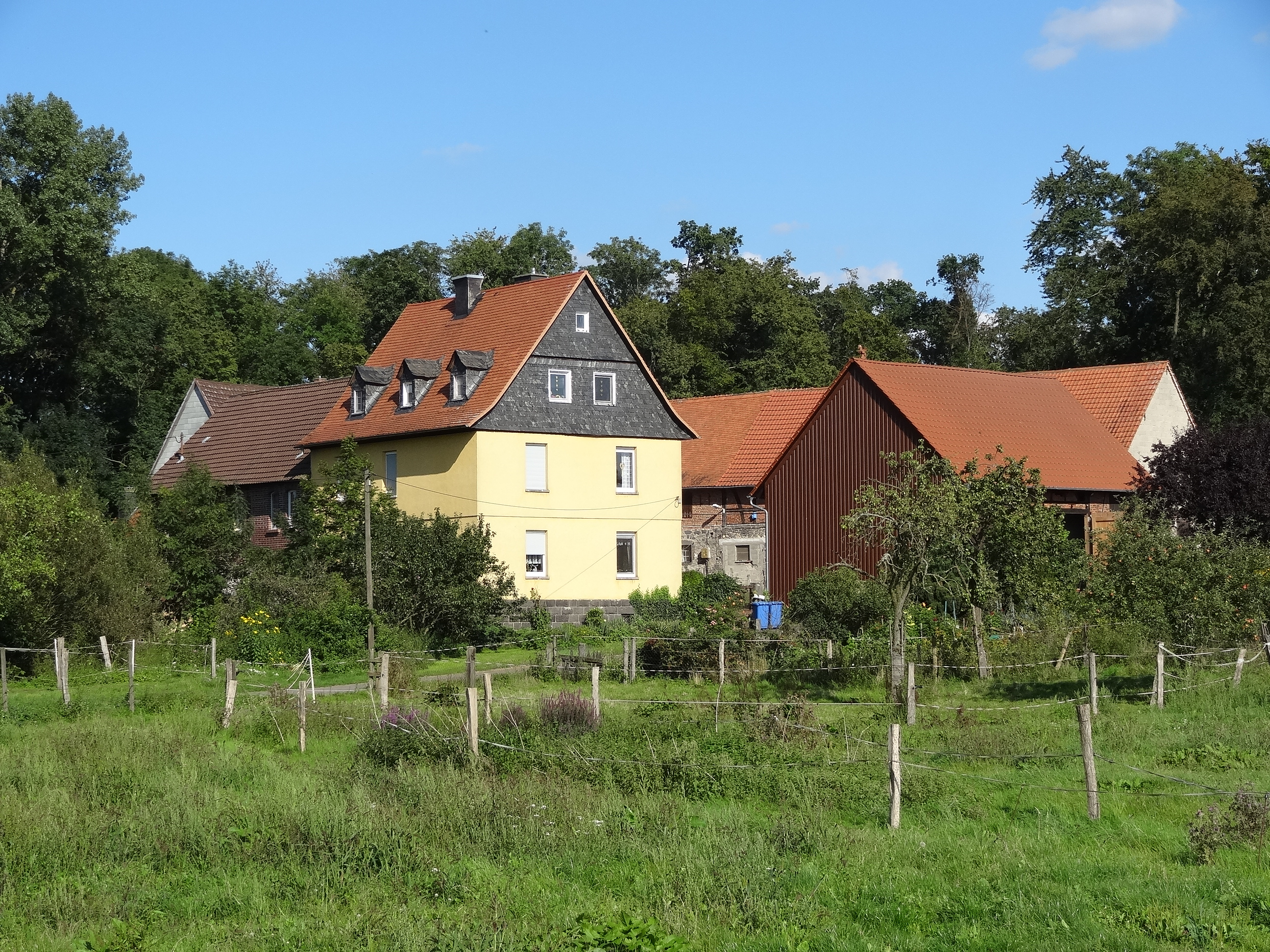
Hof Mühlsachsen

- Mühlsachsen

(Südlich der Wetter. 1347 erhält Nikolaus Müller von Philipp d. Ä. von Falkenstein die Mühle zu Mühlsachsen als Lehen. Ehemalige Mühle, Mühlengebäude mit mittelalterlichem Untergeschoss)
- Peinmühle oder Ranzenmühle

(Mühlengehöft südwestlich von Nieder-Bessingen am rechten Ufer der Wetter. Getreidemühle erstmals erwähnt im Jahr 1617)
- Lich

- Obermühle
- Untermühle

- Obermühle

(seit dem Mittelalter bestehende, am Bogen der Wetter gelegene Mühle. Der heutige Hauptbau entstand 1768)
- Untermühle oder Dippermühle

(seit dem Mittelalter, etwas jünger als die Obermühle. Der heutige Bau entstand 1719)
- Lohmühle

(südwestlich von Lich)
- Kloster Arnsburg

- Klostermühle Arnsburg

(Östlich parallel zum Mühlbach liegende ehemalige Klostermühle. 1549 ist die Mahlmühle unterhalb der Hl. Kreuzkirche an der Wetter vom Kloster Arnsburg dem Georg Helfrich verliehen)
- Bergermühle

- Bergermühle

(Mühlengehöft südwestlich Arnsburg rechts der Wetter ´mit unterschlächtiges Wasserrad. Im Dreißigjährigen Krieg zerstört, ab 1649 wieder aufgebaut und im Laufe des 18. Jahrhunderts mehrfach verändert)
- Muschenheim

- Neumühle

(Mühlengehöft am rechts Ufer der Wetter südlich von Muschenheim)
- Münzenberg

- Trais

- Traiser Mühle
- Junkersmühle

- Traiser Mühle

(im Nordosten von Trais auf einer Insel zwischen Wetter und Graben)
- Münzenberg

- Kettermühle

(An der Wetter nordöstlich von Münzenberg)
- Junkersmühle

(Am linken Ufer der Wetter nördlich des Münzenberger Stadtkerns gelegen)
- Ober-Hörgern

- Wetter-Mühlen

(Mit unterschlächtigen Wasserrad)
- Gambach

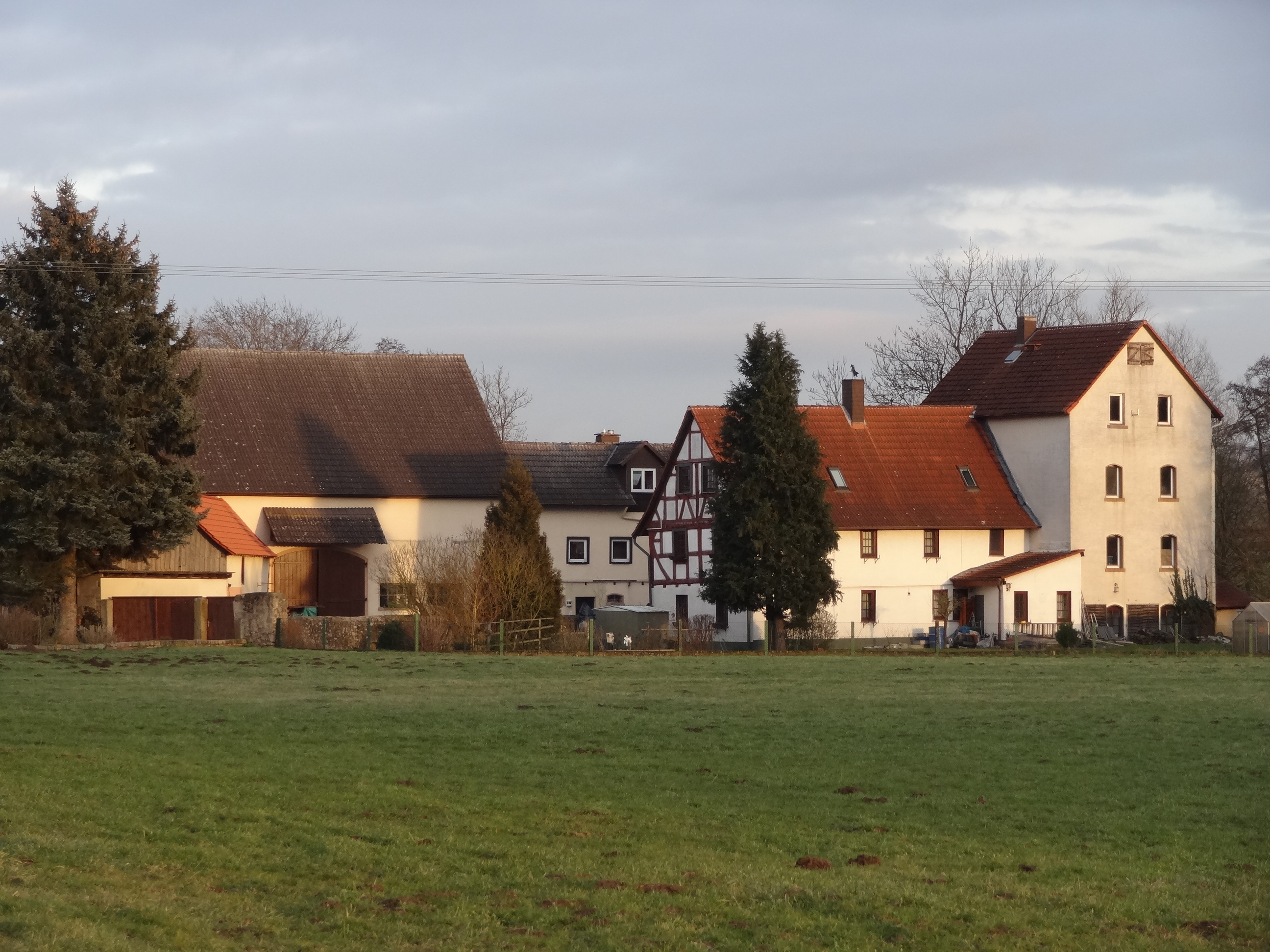
Gambacher Mühle
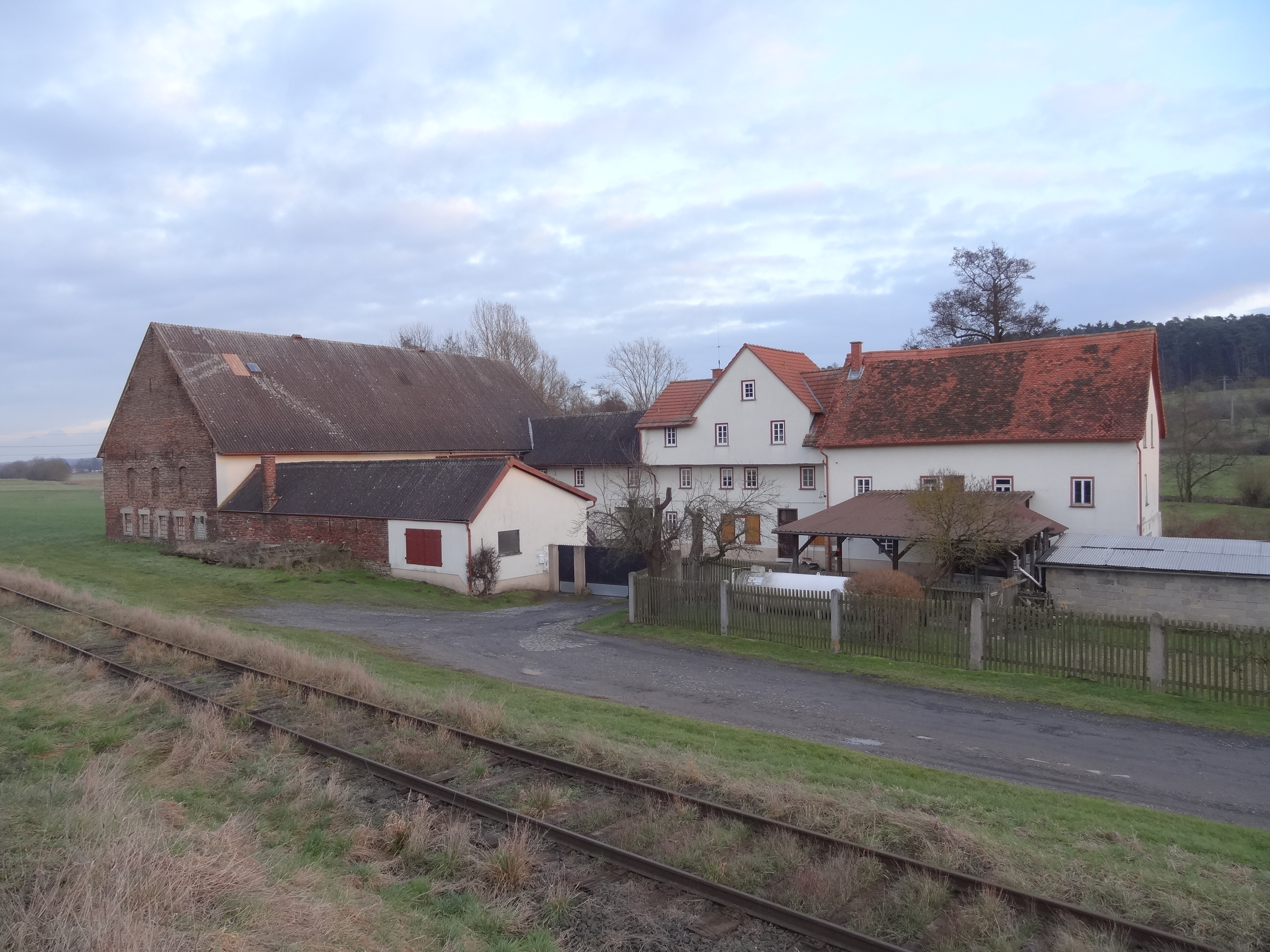
Waschmühle

- Gambacher Mühle oder Bachmühle

(Südlich des Gambacher Ortskerns im Wettertal gelegen. Die Mühle wird seit dem 14. Jahrhundert überliefert.)
- Waschmühle oder auch Kreuz Mühle und Berger Mühle

(An der Wetter südwestlich von Gambach gelegen. Das erhaltene Mühlengehöft stammt aus dem 19. und 20. Jahrhundert.)
- Butzbach
  - Griedel

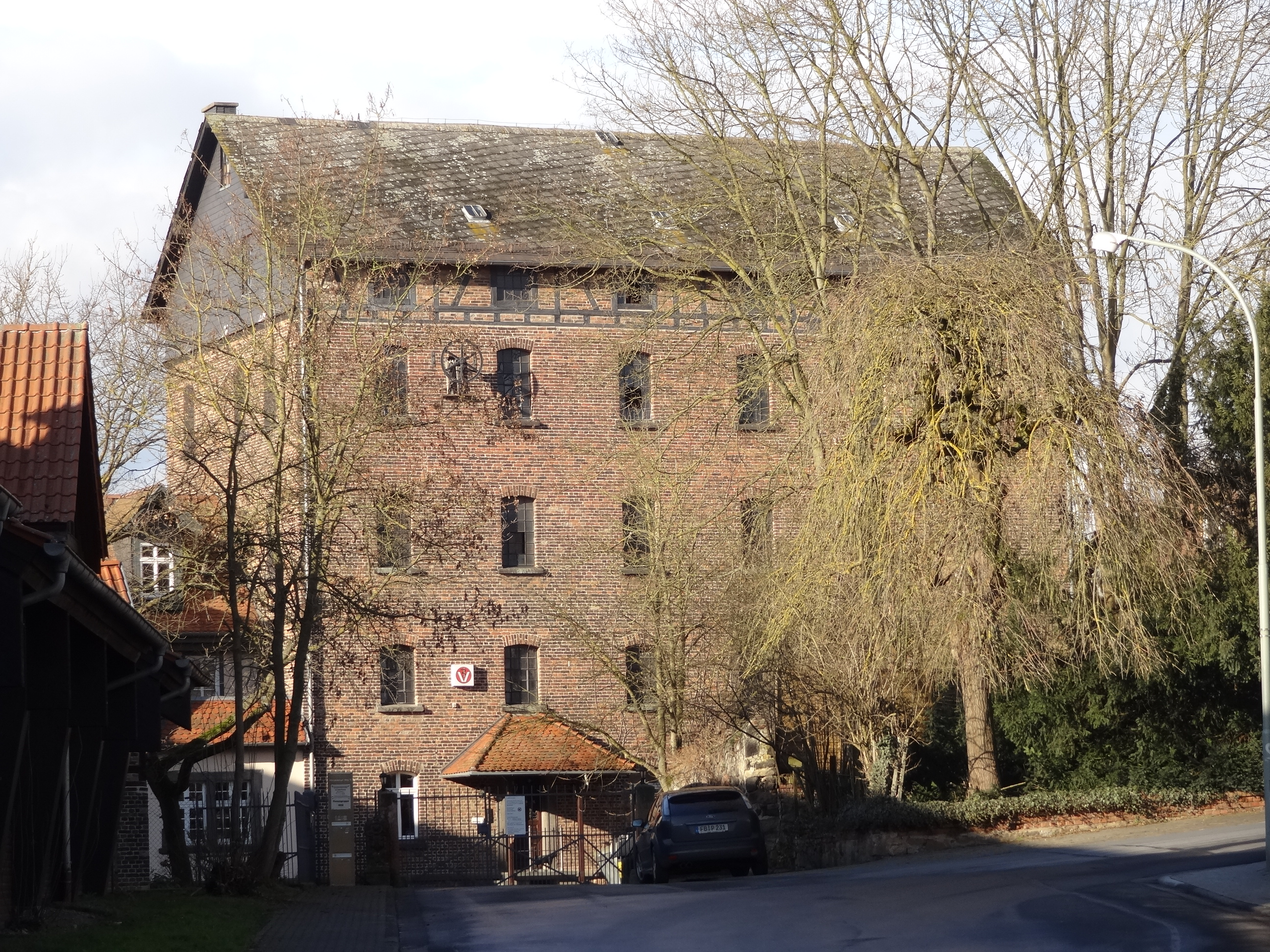
Kunstmühle Louis Christ

- Riedmühle später Kunstmühle Louis Christ

(Kunstmühle: Neubau von 1879)
- Herrenmühle

(Erstmals urkundlich erwähnt im Jahr 1561. Früher Walk- und Ölmühle dann Getreidemühle.)
- Rainmühle

(Zwischen Griedel und Rockenberg an der Wetter)
- Rockenberg
  - Rockenberg
    - Namenlose Mühle[83]

  - Oppershofen

- Nonnenmühlen

- Nonnenmühle

- Bad Nauheim
  - Steinfurth
    - Gutmühle[89]

(Südlich von Steinfurth)
- Wisselsheim

- 2 unbenannte Mühlen

(Ein Guthof fungierte zugleich als Mühle, deren Lage inselartig war, im Westen von der Wetter begrenzt, im Osten von dem inzwischen verfüllten Mühlgraben.)
- Rödgen

- Holzmühle

(Am nördlichen Ortsausgang von Rödgen an einem Mühlgraben links der Wetter gelegen. Kurz nach 1900 wurde der Mühlenbetrieb eingestellt)
- Rödger Mühle

(Südlich von Rödgen an einem Mühlgraben der Wetter gelegen. Nach 1900 in eine chemische Fabrik geändert)
- Schwalheim

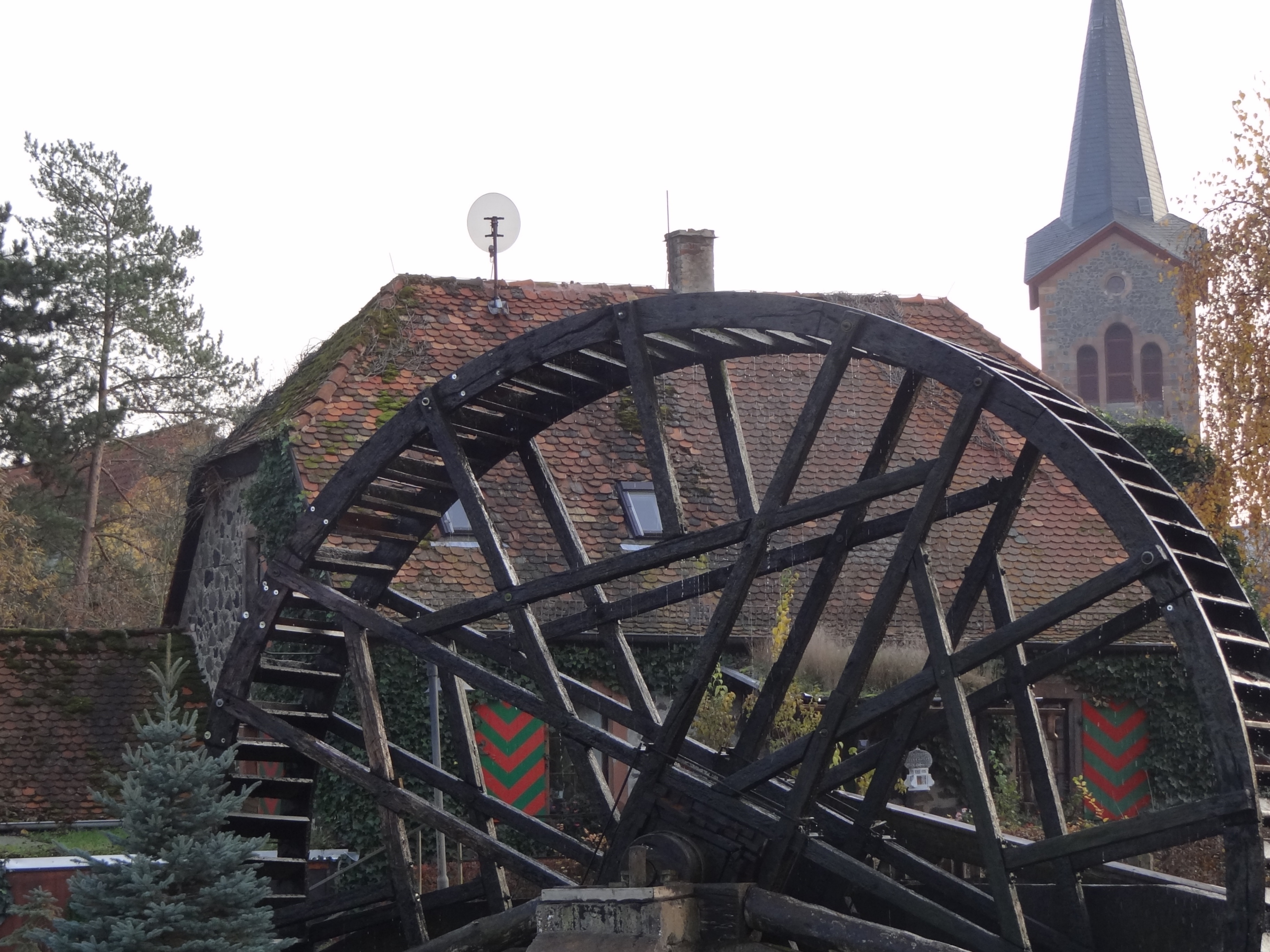
Schwalheimer Rad

- Schwalheimer Rad

(Am Nordwestrand von Schwalheim. Erbaut in den Jahren 1745-1748)
- Herrnmühle
- Steinmühle

(An der Abzweigung der Schwalheim verlassenden Straße An der Hohl 1 bei der Mühlgrabenwiese). Um 1490 erstanden
- Winkelmühle oder Born Mühle

(Südwestlich von Schwalheim am nördlichen Ufer der Wetter gelegen)
- Friedberg
  - Dorheim
    - Namenlose Mühle[111]

  - Bruchenbrücken[112]

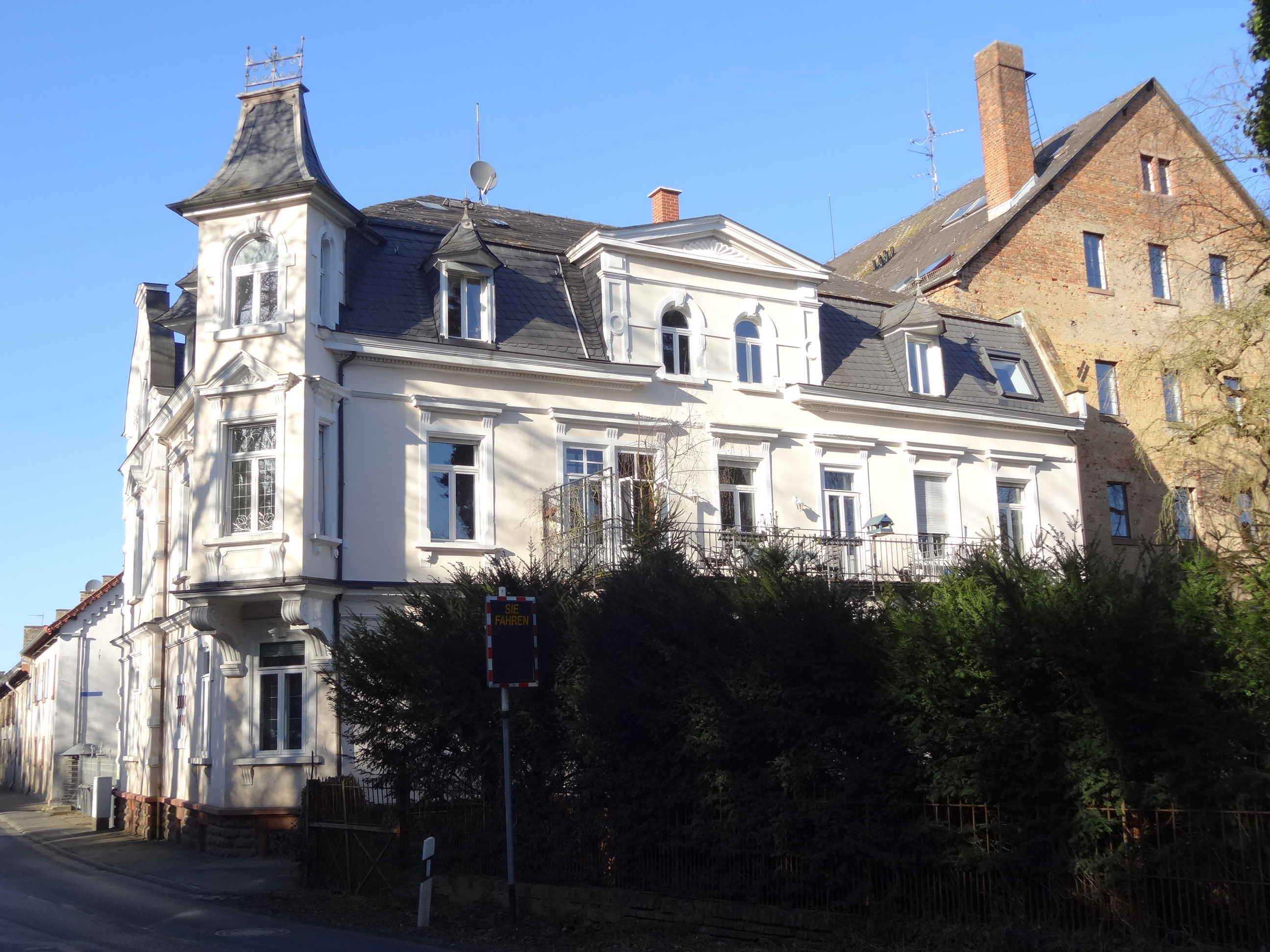
Görbelheimer Mühle
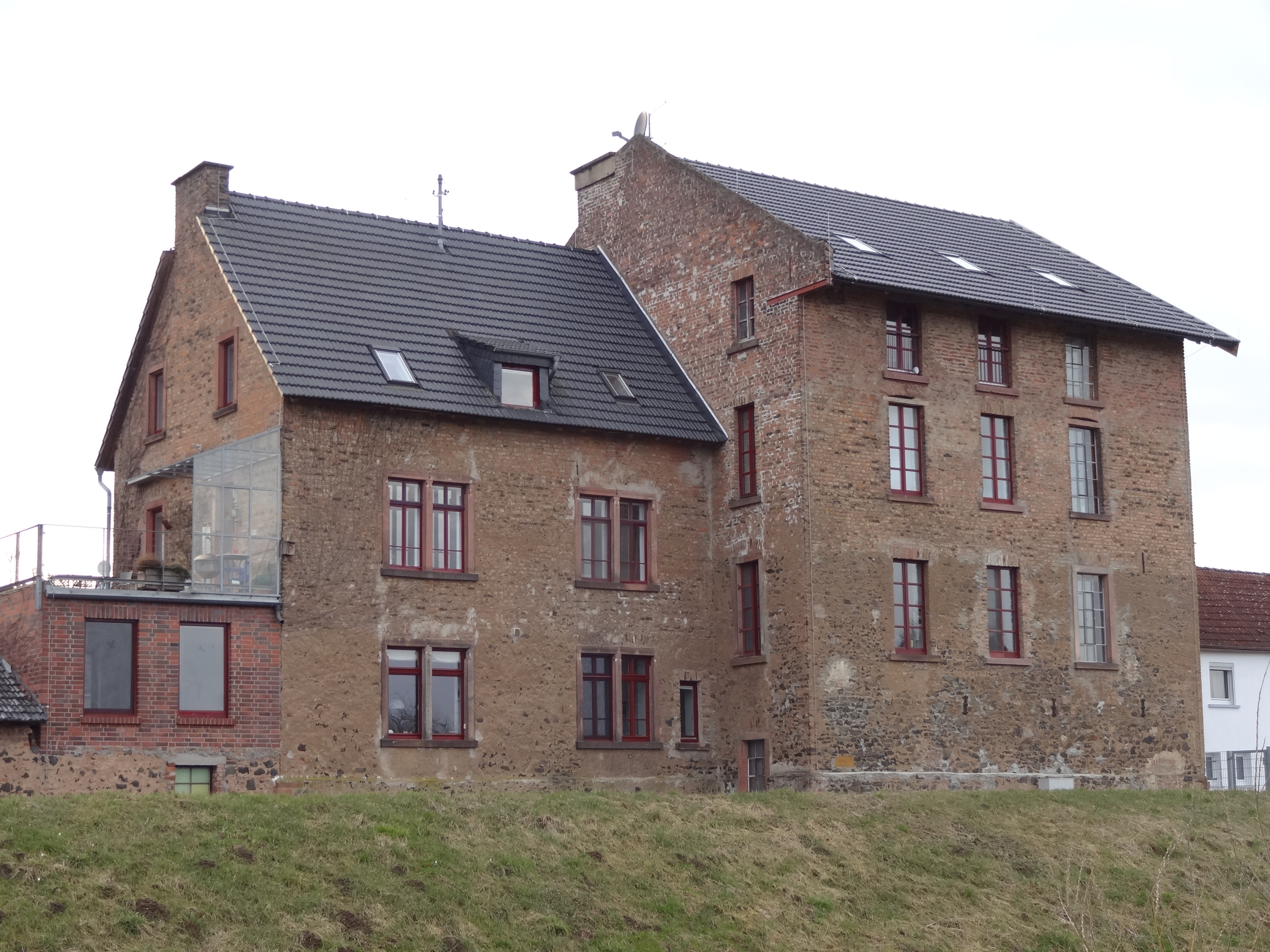
Ehemalige Mühle

- Görbelheimer Mühle
- Ehem. Mühle

(Mühlenareal in der nordöstliche Ecke des mittelalterlichen Ortskerns von Bruchenbrücken. Seit Mitte des 14. Jahrhunderts überliefert.)
- Ossenheim

- Schudt’sche Mühle oder Ossenheimer Mühle

(Anfang des 19. Jahrhunderts errichtet.)
- Niddatal
  - Assenheim
    - Hainaumühle[123][124]

(Westlich von Assenheim. Beginn 1448. 1885 abgebrannt)